# Stand by Me Doraemon
Stand by me Doraemon (STAND BY ME (スタンド・バイ・ミー) ドラえもん; Stand by me (Sutando · bai · mī) Doraemon?) (literalmente, apóyame, Doraemon); es una película japonesa en 3DCG, basada en varios episodios de Doraemon. Dirigida por Takashi Yamazaki y Ryūichi Yagi, se estrenó el 8 de agosto de 2014 en Japón.

## Argumento
Nobita Nobi es un estudiante de quinto curso que constantemente recibe bajas calificaciones debido a su pereza, además de ser atormentado por sus dos compañeros de clase, Takeshi Goda (también conocido como Gigante) y Suneo Honekawa. Su tataranieto del siglo XXII Sewashi, quien lo observa todos los días, viaja a la época de Nobita llevando consigo su gato robótico llamado Doraemon. Este le indica a Nobita que si continúa así destruirá su futuro: se casaría con Jaiko, la hermana de Gigante, llevaría su propia compañía a la ruina y ganaría grandes deudas. Para evitar esto, ordena a Doraemon que ayude a Nobita, modificando la nariz de Doraemon para hacer que esté sólo pueda volver al siglo XXII únicamente si Nobita se asegura un mejor futuro.
Consciente de su condición, Doraemon utiliza todos sus artefactos para ayudar a Nobita. Aunque Doraemon advierte a Nobita de no ser demasiado dependiente de sus objetos, Nobita pide a Doraemon que le ayude a cortejar a Shizuka Minamoto, quien Doraemon revela, será la esposa de Nobita si corrige su futuro. De todas formas, todos estos esfuerzos terminan haciendo que Shizuka se acerque a Hidetoshi Dekigusu, un estudiante estrella. Los intentos de Nobita para igualarse con Dekigusu estudiando más arduamente son inútiles, haciendo que decida dejar ir a Shizuka con tal de que ella sea feliz y este hecho hizo que el futuro se corrigiera y ahora él se casaría con Shizuka.
A medida que su misión llega a su fin, el programa de Doraemon que le puso Sewashi programa su regreso al futuro dentro de 48 horas. Al darse cuenta de que Doraemon tiene dificultades para irse debido a su preocupación por él, Nobita pelea con Gigante para demostrar a Doraemon que es capaz de valerse por sus propios medios, pero es derrotado. Sin embargo, viendo cómo Nobita no está dispuesto a rendirse, Gigante se rinde y deja que un emocionado Doraemon se lo lleve a casa antes de marcharse al futuro el día siguiente. El día de los inocentes, Suneo y Gigante hacen creer a Nobita que Doraemon ha vuelto, pero Nobita descubre que no es más que una mentira y, enfurecido, bebe una poción de Doraemon que convierte todas las verdades en mentiras y viceversa. Acabada su venganza contra los dos, Nobita vuelve a su casa lamentando que Doraemon nunca volverá, pero entonces Doraemon aparece allí por sorpresa, revelando que la poción convirtió en mentira el lamento de Nobita y le hizo volver. Los dos se abrazan y lloran de felicidad.

## Música
- Himawari no Yakusoku (ひまわりの約束 lit. "Promesas del girasol"?), interpretado por Motohiro Hata.
- Stand by me, interpretado por Fiver (España).

### Doblaje
| Personaje                   | Actor de Voz                            | Actor de doblaje                          | Actor de doblaje               |
| --------------------------- | --------------------------------------- | ----------------------------------------- | ------------------------------ |
| Doraemon                    | Wasabi Mizuta                           | Estívaliz Lizárraga                       | Irwin Daayán                   |
| Nobita Nobi                 | Megumi Ōhara Satoshi Tsumabuki (adulto) | Nuria Marín Picó Mario Vaquerizo (adulto) | Laura Torres Miguel Ángel Ruiz |
| Shizuka Minamoto            | Yumi Kakazu                             | Sonia Torrecilla Alaska (adulta)          | Cristina Hernández             |
| Suneo Honekawa              | Tomokazu Seki                           | Antón Palomar                             | Irwin Daayán                   |
| Takeshi Goda «Gigante»      | Subaru Kimura                           | Alberto Escobal García                    | Abraham Vega                   |
| Hidetoshi Dekisugi/Dekigusu | Shihoko Hagino                          | Pilar Ferrero                             | Bruno Coronel                  |
| Sewashi Nobi                | Sachi Matsumoto                         | Fátima Casado                             | Sebastián García               |
| Jaiko Goda                  | Vanilla Yamazaki                        | Alazne Erdozia                            | Cassandra Valtier              |

## Premios y nominaciones
| Premios | Premios                                  | Premios                                     | Premios              | Premios   | Premios      |
| Año     | Premios                                  | Categoría                                   | Nominado             | Resultado | Ref.         |
| ------- | ---------------------------------------- | ------------------------------------------- | -------------------- | --------- | ------------ |
| 2014    | 18th Japan Media Arts Festival-Animation | Animated feature film                       | Stand by Me Doraemon | Ganador   | [ 5 ]        |
| 2014    | Lumiere Japan Awards Grand Prix          | Grand Prix Award                            | Stand by Me Doraemon | Ganador   | [ 6 ]        |
| 2014    | 27th Nikkan Sports Award                 | Direction Award                             | Takashi Yamazaki     | Ganador   | [ 7 ]        |
| 2015    | Premios de la Academia Japonesa          | Outstanding Animation                       | Stand by Me Doraemon | Ganador   | [ 8 ]        |
| 2015    | Tokyo Anime Award                        | Animation of the Year (Award of Excellence) | Stand by Me Doraemon | Ganador   | [ 9 ] [ 10 ] |
| 2015    | 20th AMD Awards                          | Digital Media Award                         | Stand by Me Doraemon | Ganador   | [ 11 ]       |

## Taquilla
En el año 2014 recaudó 86,1 millones de dólares.
A finales de mayo de 2015, llevaba 127 millones de dólares recaudados a nivel mundial.